# Sunnfjord (kommune)
Sunnfjord er en kommune i Vestland fylke som blev oprettet 1. januar 2020 ved at kommunerne Førde, Jølster, Gaular og Naustdal blev lagt sammen. Disse kommuner var fire af de daværende syv kommuner som regnes til distriktet Sunnfjord, mens de tre kommuner som ikke indgår i den nye storkommune, er Askvoll, Fjaler, Flora og (delvis) Bremanger.
Olve Grotle (Høyre) er ordfører og Jenny Følling (Senterpartiet) varaordfører i kommunen.
Sunnfjord kommune grænser til Kinn og Gloppen i nord, Stryn og Luster i øst, Sogndal i sydøst, Høyanger og Hyllestad i syd og Askvoll i vest.
Kommunen har et areal på 2.208 km². Der boede ved begyndelsen af 2020 21.959 personer i kommunen.
Førde er kommunecenter og den eneste større by i Sunnfjord kommune. Andre byer er Skei i Jølster, Vassenden, Naustdal, Sande i Sunnfjord og Bygstad.

## Kendte sunnfjordinger
- Nikolai Astrup († 1928), kunstmaler, født i Bremanger, voksede op i Jølster[5]
- Erlend Apneseth (1990-), musiker, folkemusiker som spiller hardangerfele,[6] kommer fra Jølster